# Mangifera austro-indica
Mangifera austro-indica là một loài thực vật thuộc họ Anacardiaceae. Đây là loài đặc hữu của Ấn Độ.